# Дани Роуз от Бродуей
„Дани Роуз от Бродуей“ (на английски: Broadway Danny Rose) e американски игрален филм – комедийна драма, излязъл по екраните през 1984 година, режисиран от Уди Алън, който е автор и на сценария и изпълнител на главната роля. На 57-ата церемония по връчване на наградите „Оскар“, „Дани Роуз от Бродуей“ е номиниран за отличието в 2 категории, за най-добър режисьор и най-добър оригинален сценарий. Произведението печели отличието за най-добър оригинален сценарий на британските награди на БАФТА.

## Сюжет
В черно-бялата стилистика, филмът представя историята на Дани Роуз, мениджър на злополучни, изпаднали кабаретни и циркови таланти, който попада в най-различни комично-тъжни положения в търсене на свое място в шоубизнеса на Манхатън от 1960-те и 1970-те години.

## В ролите
| Актьор          | Роля        |
| --------------- | ----------- |
| Уди Алън        | Дани Роуз   |
| Мия Фароу       | Тина Витале |
| Ник Аполо Форте | Лу Канова   |
| Санди Барон     | себе си     |
| Корбет Моник    | себе си     |
| Джаки Гейл      | себе си     |
| Морти Гънти     | себе си     |
| Уил Джордан     | себе си     |
| Хауърд Сторм    | себе си     |
| Глория Паркър   | [ 3 ]       |